# Гогуа, Сенер Неджемович
Сонер Неджмиевич Гогуа (абх. Сонер Неџьем-иҧа Гәогәуа; 19 августа 1971, Турция — 17 апреля 2023, Москва) — абхазский политик, депутат парламента Абхазии 4-го созыва (2007—2012), президент «Международного фонда „Апсны“» Республики Абхазия в Турецкой Республике.

## Биография
Родился 19 августа 1971 года в Турции, в семье абхазских мухаджиров.
В 1990 году поступил в Абхазский государственный университет на факультет абхазского языка и литературы.
В период грузино-абхазского конфликта 1992—1993 годов воевал в отряде добровольцев.
В 1994 году был назначен заместителем главы администрации города Гагра.
В 1995 году был назначен помощником директора «Башаран-колледжа» в Гагре.
С 2000 по 2005 год — генеральный директор фирмы «Элиф».
С 2005 года — полномочный представитель Торгово-промышленной палаты Республики Абхазия в Турецкой Республике.
В 2007 году был избран депутатом Народного Собрания Республики Абхазия, являлся Председателем комитета по связям с соотечественниками и Председателем Межпарламентского комитета дружбы и сотрудничества народного собрания Республики Абхазия и народного собрания Республики Венесуэла.
В 2012 году был назначен вице-президентом ТПП.
В 2016 году был избран президентом Международного Фонда АПСНЫ.
Свободно владел: русским, абхазским, турецким и английским языками.
Скончался 17 апреля 2023 года в Москве.

## Семья
Женат, от первого брака четверо детей, от второго один ребёнок.